# Campionato europeo di go
Il Campionato europeo di go, anche noto come European Go Championship (EGC), è il principale evento organizzato dalla European Go Federation, disputato annualmente tra i giocatori europei di Go.
Il Campionato europeo si disputa nel corso del Congresso europeo di go annuale, ospitato ogni anno da una città europea diversa, e consiste in una competizione open della durata di 2 settimane, in cui si disputa una partita al giorno per un totale di 10 partite: il giocatore con il maggior numero di vittorie o con le vittorie migliori è dichiarato Campione europeo. Il numero di partecipanti è variato nel corso degli ultimi anni da un minimo di 290 a quasi 1000 giocatori

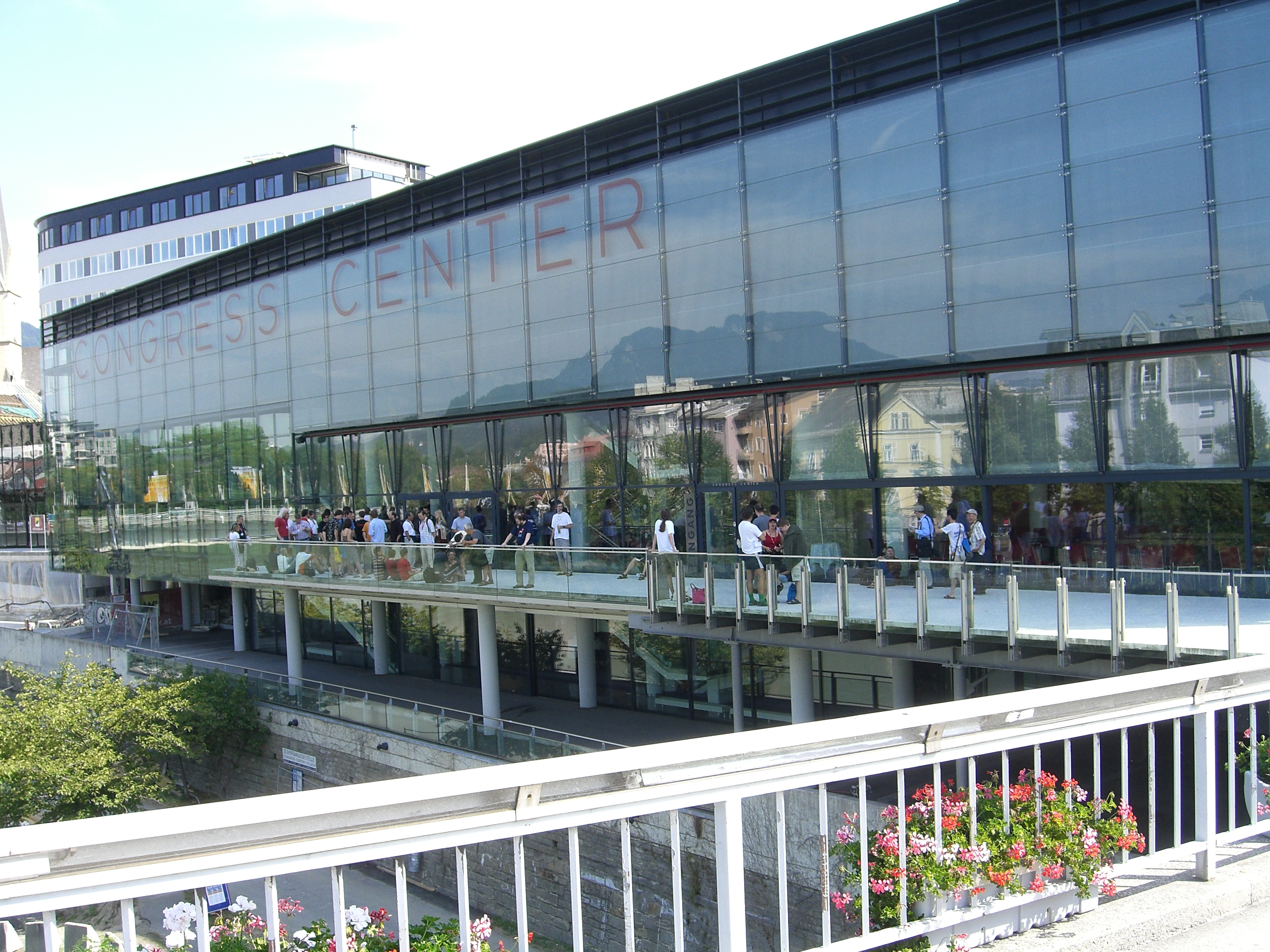
Concorrenti che si rilassano al "Congress Center Villach", in Austria, durante il Campionato europeo di go del 2007

dal primo concorso nel 1983.

## Storia
Il primo Campionato europeo di go si tenne nel 1938, ma l'attuale serie annuale è iniziata nel 1957, con il primo campionato tenutosi a Cuxhaven, in Germania.
Nel 1961 si tenne in agosto a Baden il 5º Campionato Europeo di Go, nel corso del quale i giocatori professionisti giapponesi Kensaku Segoe e Utaro Hashimoto giocarono delle partite dimostrative.
Nel 1976 il Campionato si tenne a Cambridge, con 150 giocatori europei in lizza per i titoli in cinque tornei separati, incluso un torneo di "Lightning Go", una versione molto più veloce del gioco tradizionale. I festeggiamenti furono descritti dalla United Press International, che dava un resoconto dell'evento, come "un'orgia di due settimane di go".
Nel 1977 il 21º Campionato si svolse a Rijswijk, nei Paesi Bassi. Sebbene non fossero autorizzati a giocare nella competizione, due giocatori professionisti giapponesi furono presenti e diedero delle lezioni e si impegnarono in esibizioni simultanee. Furono tenuti seminari sulla teoria del go, sul computer go e sul lightning go.

### Praga 2005
A Praga, Aleksandr Dinerštejn vinse contro Cătălin Țăranu nel 5º turno.

### Frascati 2006
A Frascati, Aleksandr Dinerštejn perse contro il campione del 2001 Andrei Kulkov nel 6º turno;
Svetlana Shikshina vinse il titolo.

### Villaco 2007
A Villaco, Il'ja Šikšin vinse il titolo, nonostante avesse perso contro Aleksandr Dinerštejn all'ottavo turno.

### Leksand 2008
A Leksand, il ceco Ondrej Silt sconfisse Cătălin Țăranu 5p nel quarto turno. Nel 5º turno, Aleksandr Dinerštejn vinse contro la campionessa del 2006, Svetlana Shikshina, sconfitta anche da Cătălin Țăranu nell'ottavo round. Cătălin Țăranu è diventato il secondo giocatore rumeno a diventare campione europeo di Go.

### Groningen 2009
A Groningen, il giovane francese a 5 dan Thomas Debarre sconfisse Cătălin Țăranu nel quarto turno. Al quinto turno, il tre volte campione europeo dei Paesi Bassi, Rob van Zeijst, perse contro Aleksandr Dinerštejn, sconfitto a sua volta al nono turno dal campione in carica Cătălin Țăranu; malgrado ciò, Dinerštejn rimase in testa al tiebreak, vincendo il titolo per la settima volta.

### Tampere 2010
In Finlandia,  il romeno Cornel Burzo sconfisse al primo turno il campione in carica, il professionista russo Aleksandr Dinerštejn. Cătălin Țăranu vinse contro Rob Van Zeijst al terzo turno. Il quarto turno vide una partita molto lunga tra Taranu e Il'ja Šikšin, entrambi imbattuti: Shikshin ottenne la vittoria finale.
Il giovane ucraino Artem Kačanovs'kyj interruppe la striscia vincente Shikshin al settimo turno, e i turni successivi delinearono la lotta per il titolo tra questi due giocatori. Kačanovs'kyj sconfisse Csaba Mérő all'ottavo turno e il campione europeo giovanile 2009 Ali Jabarin al nono, ma fu sconfitto nell'ultimo turno dal coreano Kim JungHyeop. Shikshin vinse il suo secondo titolo battendo Cristian Pop all'ottavo turno e Dinerštejn all'ultimo. Durante questo torneo, i due primi arrivati vinsero partite contro giocatori coreani.

### Bordeaux 2011
La 55ª edizione ha ospitato anche il primo Pandanet Go European Team Championship. Come evento collaterale, si è tenuta una competizione professionista: sono state giocate alcune partite della China Weiqi League. Yumi Hotta, autrice del manga Hikaru no go, ha partecipato a una conferenza durante l'evento.
Per il terzo anno consecutivo, Zhuyeqing Tea - sponsor ufficiale della nazionale cinese di Go - è lo sponsor principale del Congresso.
Il'ja Šikšin 7d e Catalin Taranu 7d terminano entrambi il torneo con 8 vittorie, con Shikshin che si aggiudica lo scontro diretto e vince il titolo di Campione europeo, secondo consecutivo e terzo totale; Young-Sam Kim, 7d coreano, conquista il titolo di Campione europeo open con 10 vittorie su 10 turni.

### Bonn 2012
L'EGC 2012 si è tenuto presso il fiume Reno, nella sala municipale di Bonn-Bad Godesberg, dal 21 luglio al 4 agosto 2012. Nella finale Jan Simara 6d ha sconfitto Il'ja Šikšin 7d conquistando il primo titolo continentale; Jun-Hyup Song, 7d coreano, si è aggiudicato il titolo open con 10 vittorie su 10 turni.

### Olsztyn 2013
Olsztyn in Polonia ha ospitato il Congresso 2013. Fan Hui 2p sconfigge in finale Pavol Lisy 6d per conquistare il suo primo titolo continentale.

### Sibiu 2014
L'EGC 2014 si è tenuto a Sibiu, in Romania, ex capitale europea della cultura. Fan Hui 2p sconfigge in finale Aleksandr Dinerštejn 2p per conquistare il suo secondo titolo continentale consecutivo.

### Liberec 2015
L'EGC 2015 si è tenuto a Liberec, Repubblica Ceca. Fan Hui 2p sconfigge in finale Ali Jabarin 1p per conquistare il suo terzo titolo continentale consecutivo.

### San Pietroburgo 2016
L'EGC 2016 si è tenuto a San Pietroburgo, in Russia. Nella finale, Il'ja Šikšin 1p ha sconfitto Ali Jabarin 1p conquistando il suo quarto titolo.

### Oberhof 2017
L'EGC 2017 si è tenuto a Oberhof, in Germania; Il'ja Šikšin 1p ha sconfitto in finale Mateusz Surma 1p conquistando il suo quinto titolo europeo, secondo consecutivo.

### Pisa 2018
L'EGC 2018 si è tenuto a Pisa, Italia, e per la prima volta ha visto il numero di giocatori partecipanti superare le mille unità. Nella finale, Pavol Lisy 2p ha sconfitto Il'ja Šikšin 2p, conquistando il suo primo titolo.

### Bruxelles 2019
L'EGC 2019 si è tenuto a Bruxelles, in Belgio; nella finale, Il'ja Šikšin 3p ha sconfitto Artem Kačanovs'kyj 2p, aggiudicandosi il suo sesto titolo europeo.

### Online 2020
Il Campionato europeo del 2020 si è disputato online. I 32 giocatori con il miglior GoR tra settembre 2019 e settembre 2020 sono stati divisi in tre fasce: gli ultimi sedici (17-32) hanno disputato il primo turno di qualificazione, con i vincenti che hanno incontrato nel secondo turno di qualificazione i giocatori della seconda fascia (9-16); i vincitori hanno avuto accesso al tabellone principale, che includeva anche gli otto giocatori di prima fascia e che si è disputato a eliminazione diretta, con semifinale e finale al meglio delle tre partite. I primi quattro posti sono stati:
1. Il'ja Šikšin 3p
2. Ali Jabarin 2p
3. Artem Kačanovs'kyj 2p
4. Mateusz Surma 2p

Per Il'ja Šikšin 3p si è trattata della settima vittoria, la seconda consecutiva.

## Campionati pianificati
Gli European Go Congress, in cui si disputa il Campionato europeo di go, sono programmati con alcuni anni di anticipo per permettere di ospitare centinaia di giocatori.
Nel 2020 era previsto di disputare il Campionato europeo a Kamjanez-Podilskyj, in Ucraina, ma a causa della pandemia il Campionato è stato rimandato al 2021, facendo slittare al 2022 il Campionato previsto per il 2021 a Vatra Dornei, in Romania.

## Albo d'oro

### Campioni europei individuali
| Anno | Vincitore                                 | Secondo                                 | Terzo                                |
| ---- | ----------------------------------------- | --------------------------------------- | ------------------------------------ |
| 1957 | Fritz Dueball ( Germania Ovest)           | Fritz John ( Germania Ovest)            | Leonard Grebe ( Austria)             |
| 1958 | Fritz Dueball ( Germania Ovest)           | Lenz                                    | Fritz John ( Germania Ovest)         |
| 1959 | Fritz Dueball ( Germania Ovest)           | Paech                                   | Kramer                               |
| 1960 | Günter Ciessow ( Germania Ovest)          | Leonard Grebe ( Austria)                | Fritz Dueball ( Germania Ovest)      |
| 1961 | Wichard von Alvensleben ( Germania Ovest) | Leonard Grebe ( Austria)                | Fritz Dueball ( Germania Ovest)      |
| 1962 | Wichard von Alvensleben ( Germania Ovest) | Jürgen Dueball ( Germania Ovest)        | Jürgen Mattern ( Germania Ovest)     |
| 1963 | Wichard von Alvensleben ( Germania Ovest) | Jürgen Dueball ( Germania Ovest)        | Max Rebattu ( Paesi Bassi)           |
| 1964 | Wichard von Alvensleben ( Germania Ovest) | Jürgen Dueball ( Germania Ovest)        | Eduard Ekart ( Jugoslavia)           |
| 1965 | Jürgen Mattern ( Germania Ovest)          | Max Rebattu ( Paesi Bassi)              | Jürgen Dueball ( Germania Ovest)     |
| 1966 | Jürgen Mattern ( Germania Ovest)          | Manfred Wimmer ( Austria)               | Max Rebattu ( Paesi Bassi)           |
| 1967 | Zoran Mutabzija ( Jugoslavia)             | Manfred Wimmer ( Austria)               | Max Rebattu ( Paesi Bassi)           |
| 1968 | Jürgen Mattern ( Germania Ovest)          | Zoran Mutabzija ( Jugoslavia)           | Jürgen Dueball ( Germania Ovest)     |
| 1969 | Manfred Wimmer ( Austria)                 | Jürgen Mattern ( Germania Ovest)        | Zoran Mutabzija ( Jugoslavia)        |
| 1970 | Jürgen Mattern ( Germania Ovest)          | Manfred Wimmer ( Austria)               | Max Rebattu ( Paesi Bassi)           |
| 1971 | Zoran Mutabzija ( Jugoslavia)             | Henk de Vries ( Paesi Bassi)            | Max Rebattu ( Paesi Bassi)           |
| 1972 | Jürgen Mattern ( Germania Ovest)          | Max Rebattu ( Paesi Bassi)              | Jon Diamond ( Regno Unito)           |
| 1973 | Jürgen Mattern ( Germania Ovest)          | Michael Katscher ( Germania Ovest)      | Zoran Mutabzija ( Jugoslavia)        |
| 1974 | Manfred Wimmer ( Austria)                 | Michael Kitsos ( Grecia)                | Tony Goddard ( Regno Unito)          |
| 1975 | Jürgen Mattern ( Germania Ovest)          | Manfred Wimmer ( Austria)               | Patrick Merissert ( Francia)         |
| 1976 | Patrick Merissert ( Francia)              | Tony Goddard ( Regno Unito)             | Jon Diamond ( Regno Unito)           |
| 1977 | Wolfgang Isele ( Germania Ovest)          | Helmut Hasibeder ( Austria)             | Ronald Schlemper ( Paesi Bassi)      |
| 1978 | Helmut Hasibeder ( Austria)               | Max Rebattu ( Paesi Bassi)              | Matthew Macfadyen ( Regno Unito)     |
| 1979 | Jürgen Mattern ( Germania Ovest)          | Ronald Schlemper ( Paesi Bassi)         | Robert Rehm ( Paesi Bassi)           |
| 1980 | Matthew Macfadyen ( Regno Unito)          | Jürgen Mattern ( Germania Ovest)        | André Moussa ( Francia)              |
| 1981 | Rob van Zeijst ( Paesi Bassi)             | Helmut Hasibeder ( Austria)             | Robert Rehm ( Paesi Bassi)           |
| 1982 | Ronald Schlemper ( Paesi Bassi)           | Robert Rehm ( Paesi Bassi)              | André Moussa ( Francia)              |
| 1983 | Janusz Kraszek ( Polonia)                 | Terry Stacey ( Regno Unito)             | Matthew Macfadyen ( Regno Unito)     |
| 1984 | Matthew Macfadyen ( Regno Unito)          | Pierre Colmez ( Francia)                | Egbert Rittner ( Germania Ovest)     |
| 1984 | Matthew Macfadyen ( Regno Unito)          | Pierre Colmez ( Francia)                | Robert Rehm ( Paesi Bassi)           |
| 1985 | Ronald Schlemper ( Paesi Bassi)           | Matthew Macfadyen ( Regno Unito)        | Pierre Colmez ( Francia)             |
| 1985 | Ronald Schlemper ( Paesi Bassi)           | Matthew Macfadyen ( Regno Unito)        | André Moussa ( Francia)              |
| 1986 | Ronald Schlemper ( Paesi Bassi)           | Frank Janssen ( Paesi Bassi)            | Donzet Frederic ( Francia)           |
| 1986 | Ronald Schlemper ( Paesi Bassi)           | Frank Janssen ( Paesi Bassi)            | Egbert Rittner ( Germania Ovest)     |
| 1987 | Matthew Macfadyen ( Regno Unito)          | Aleksej Lazarev ( Unione Sovietica)     | Donzet Frederic ( Francia)           |
| 1987 | Matthew Macfadyen ( Regno Unito)          | Aleksej Lazarev ( Unione Sovietica)     | Rob Van Zeijst ( Paesi Bassi)        |
| 1988 | Tibor Pocsai ( Ungheria)                  | Ronald Schlemper ( Paesi Bassi)         | Egbert Rittner ( Germania Ovest)     |
| 1989 | Matthew Macfadyen ( Regno Unito)          | Ruslan Sachabudinov ( Unione Sovietica) | Valerij Soloviov ( Unione Sovietica) |
| 1990 | Rob van Zeijst ( Paesi Bassi)             | Hans Pietsch ( Germania Ovest)          | Jürgen Mattern ( Germania Ovest)     |
| 1991 | Aleksej Lazarev ( Unione Sovietica)       | Gilles van Eeden ( Paesi Bassi)         | Vladimir Danek ( Rep. Ceca)          |
| 1992 | Aleksej Lazarev ( Russia)                 | Gilles van Eeden ( Paesi Bassi)         | Geert Groenen ( Paesi Bassi)         |
| 1993 | Rob van Zeijst ( Paesi Bassi)             | Juan Guo ( Paesi Bassi)                 | Aleksej Lazarev ( Russia)            |
| 1994 | Juan Guo ( Paesi Bassi)                   | Guangji Shen ( Germania)                | Manfred Wimmer ( Austria)            |
| 1995 | Juan Guo ( Paesi Bassi)                   | Christoph Gerlach ( Germania)           | Pierre Colmez ( Francia)             |
| 1996 | Juan Guo ( Paesi Bassi)                   | Rob van Zeijst ( Paesi Bassi)           | Laurent Heiser ( Lussemburgo)        |
| 1997 | Juan Guo ( Paesi Bassi)                   | Vladimir Danek ( Rep. Ceca)             | Pei Zhao ( Cina)                     |
| 1998 | Robert Mateescu ( Romania)                | Franz-Josef Dickhut ( Germania)         | Christoph Gerlach ( Germania)        |
| 1999 | Aleksandr Dinerštejn ( Russia)            | Ion Florescu ( Romania)                 | Dmitrij Surin ( Russia)              |
| 2000 | Aleksandr Dinerštejn ( Russia)            | Pei Zhao ( Germania)                    | Franz-Josef Dickhut ( Germania)      |
| 2001 | Andrej Kulkov ( Russia)                   | Christoph Gerlach ( Germania)           | Emil Nijhuis ( Paesi Bassi)          |
| 2002 | Aleksandr Dinerštejn ( Russia)            | Dmytro Bohac'kyj ( Ucraina)             | Mychajlo Halčenko ( Ucraina)         |
| 2003 | Aleksandr Dinerštejn ( Russia)            | Aleksej Lazarev ( Russia)               | Cornel Burzo ( Romania)              |
| 2004 | Aleksandr Dinerštejn ( Russia)            | Cătălin Țăranu ( Romania)               | Cristian Gabriel Pop ( Romania)      |
| 2005 | Aleksandr Dinerštejn ( Russia)            | Cătălin Țăranu ( Romania)               | Il'ja Šikšin ( Russia)               |
| 2006 | Svetlana Šikśina ( Russia)                | Aleksandr Dinerštejn ( Russia)          | Andrej Kulkov ( Russia)              |
| 2007 | Il'ja Šikšin ( Russia)                    | Aleksandr Dinerštejn ( Russia)          | Cristian Gabriel Pop ( Romania)      |
| 2008 | Cătălin Țăranu ( Romania)                 | Aleksandr Dinerštejn ( Russia)          | Il'ja Šikšin ( Russia)               |
| 2009 | Aleksandr Dinerštejn ( Russia)            | Cătălin Țăranu ( Romania)               | Csaba Mérő ( Ungheria)               |
| 2010 | Il'ja Šikšin ( Russia)                    | Artem Kačanovs'kyj ( Ucraina)           | Cătălin Țăranu ( Romania)            |
| 2011 | Il'ja Šikšin ( Russia)                    | Cătălin Țăranu ( Romania)               | Artem Kačanovs'kyj ( Ucraina)        |
| 2012 | Jan Simara ( Rep. Ceca)                   | Il'ja Šikšin ( Russia)                  | Pavol Lisy ( Slovacchia)             |
| 2013 | Hui Fan ( Francia)                        | Pavol Lisy ( Slovacchia)                | Mateusz Surma ( Polonia)             |
| 2014 | Hui Fan ( Francia)                        | Aleksandr Dinerštejn ( Russia)          | Il'ja Šikšin ( Russia)               |
| 2015 | Hui Fan ( Francia)                        | Ali Jabarin ( Israele)                  | Il'ja Šikšin ( Russia)               |
| 2016 | Il'ja Šikšin ( Russia)                    | Ali Jabarin ( Israele)                  | Lukáš Podpera ( Rep. Ceca)           |
| 2017 | Il'ja Šikšin ( Russia)                    | Mateusz Surma ( Polonia)                | Artem Kačanovs'kyj ( Ucraina)        |
| 2018 | Pavol Lisy ( Slovacchia)                  | Il'ja Šikšin ( Russia)                  | Ali Jabarin ( Israele)               |
| 2019 | Il'ja Šikšin ( Russia)                    | Artem Kačanovs'kyj ( Ucraina)           | Lukáš Podpera ( Rep. Ceca)           |
| 2020 | Il'ja Šikšin ( Russia)                    | Ali Jabarin ( Israele)                  | Artem Kačanovs'kyj ( Ucraina)        |
| 2021 | Il'ja Šikšin ( Russia)                    | Artem Kačanovs'kyj ( Ucraina)           | Ali Jabarin ( Israele)               |
| 2022 | Benjamin Dréan-Guénaïzia ( Francia)       | Artem Kačanovs'kyj ( Ucraina)           | Fredrik Blomback ( Svezia)           |
| 2023 | Andrii Kravets ( Ucraina)                 | Ali Jabarin ( Israele)                  | Ashe Vazquez ( Spagna)               |
| 2024 | Andrii Kravets ( Ucraina)                 | Thomas Debarre ( Francia)               | Fredrik Blomback ( Svezia)           |
| 2025 | Mateusz Surma ( Polonia)                  | Valerii Krushelnytskyi ( Ucraina)       | Artem Kačanovs'kyj ( Ucraina)        |

### Campioni individuali europei open
Dal 1984, il campionato è diventato open, consentendo partecipanti extra-europei. Ciò ha attirato giocatori forti da Cina e Corea, che sono regolarmente terminati nelle prime posizioni. Fino al 2010, il miglior piazzato tra i giocatori di nazionalità europea fu dichiarato "Campione Europeo", mentre il primo posto del torneo fu dichiarato "European Open Champion"; quest'ultimo titolo fu spesso vinto da cittadini coreani.
A partire dal 2011 il formato del torneo è stato cambiato. Il torneo ora consiste in 7 turni di MacMahon, seguiti da 3 turni a eliminazione diretta tra i primi otto giocatori con nazionalità europea. Il vincitore di questo tabellone è dichiarato Campione europeo; il giocatore con il maggior numero di vittorie dopo 10 turni è dichiarato Campione Europeo Open.
| Anno | Vincitore                        | Secondo                            | Terzo                            |
| ---- | -------------------------------- | ---------------------------------- | -------------------------------- |
| 1984 | Tay-You Hong ( Corea del Sud)    | Jong-Su Yoo ( Corea del Sud)       | Matthew Macfadyen ( Regno Unito) |
| 1985 | Ronald Schlemper ( Paesi Bassi)  | Matthew Macfadyen ( Regno Unito)   | Pierre Colmez ( Francia)         |
| 1985 | Ronald Schlemper ( Paesi Bassi)  | Matthew Macfadyen ( Regno Unito)   | André Moussa ( Francia)          |
| 1986 | Ronald Schlemper ( Paesi Bassi)  | Frank Janssen ( Paesi Bassi)       | Donzet Frederic ( Francia)       |
| 1986 | Ronald Schlemper ( Paesi Bassi)  | Frank Janssen ( Paesi Bassi)       | Egbert Rittner ( Germania Ovest) |
| 1987 | Matthew Macfadyen ( Regno Unito) | Alexei Lazarev ( Unione Sovietica) | Donzet Frederic ( Francia)       |
| 1987 | Matthew Macfadyen ( Regno Unito) | Alexei Lazarev ( Unione Sovietica) | Rob Van Zeijst ( Paesi Bassi)    |
| 1988 | Tibor Pocsai ( Ungheria)         | Kazuki Hondo ( Giappone)           | Ronald Schlemper ( Paesi Bassi)  |
| 1989 | Toshiyuki Sogabe ( Giappone)     | Matthew Macfadyen ( Regno Unito)   | Chikako Nakamura ( Giappone)     |
| 1990 | Rob Van Zeijst ( Paesi Bassi)    | Shu-Tai Zhang ( Cina)              | Hans Pietsch ( Germania Ovest)   |
| 1991 | Shu-Tai Zhang ( Cina)            | Alexei Lazarev ( Unione Sovietica) | Juan Guo ( Cina)                 |
| 1992 | Takashi Matsumoto ( Giappone)    | Wataru Miyakawa ( Giappone)        | Shu-Tai Zhang ( Cina)            |
| 1993 | Rob van Zeijst ( Paesi Bassi)    | Naoyuki Kai ( Giappone)            | Juan Guo ( Cina)                 |
| 1994 | Juan Guo ( Paesi Bassi)          | Guangji Shen ( Germania)           | Manfred Wimmer ( Austria)        |
| 1995 | Juan Guo ( Paesi Bassi)          | Wataru Miyakawa ( Giappone)        | Yasuyuki Sumikura ( Giappone)    |
| 1996 | Juan Guo ( Paesi Bassi)          | Rob van Zeijst ( Paesi Bassi)      | Hyuk Lee ( Corea del Sud)        |
| 1997 | Hyuk Lee ( Corea del Sud)        | Wataru Miyakawa ( Giappone)        | Juan Guo ( Paesi Bassi)          |
| 1998 | Hyuk Lee ( Corea del Sud)        | Robert Mateescu ( Romania)         | Franz-Josef Dickhut ( Germania)  |
| 1999 | Aleksandr Dinerštejn ( Russia)   | Ion Florescu ( Romania)            | Dmitrij Surin ( Russia)          |
| 2000 | Hyuk Lee ( Corea del Sud)        | Aleksandr Dinerštejn ( Russia)     | Pei Zhao ( Germania)             |
| 2001 | Andrei Kulkov ( Russia)          | Kiyoshi Fujita ( Giappone)         | Christoph Gerlach ( Germania)    |
| 2002 | Aleksandr Dinerštejn ( Russia)   | Dmytro Bohatskyi ( Ucraina)        | Mykhailo Halchenko ( Ucraina)    |
| 2003 | Seul-Ki Hong ( Corea del Sud)    | Bi Jang ( Corea del Sud)           | Sung-Kyun Park ( Corea del Sud)  |
| 2004 | Kwang-Sun Young ( Corea del Sud) | Aleksandr Dinerštejn ( Russia)     | Cătălin Țăranu ( Romania)        |
| 2005 | Aleksandr Dinerštejn ( Russia)   | Seok-Bin Cho ( Corea del Sud)      | Jong-Wook Park ( Corea del Sud)  |
| 2006 | Chi-Seon Park ( Corea del Sud)   | Ki-Bong Lee ( Corea del Sud)       | Svetlana Shikshina ( Russia)     |
| 2007 | Seok-Ui Hong ( Corea del Sud)    | Jong-Wook Park ( Corea del Sud)    | Seok-Bin Cho ( Corea del Sud)    |
| 2008 | Jong-Wook Park ( Corea del Sud)  | Seok-Ui Hong ( Corea del Sud)      | Yu-Cheng Lai ( Taiwan)           |
| 2009 | Eun-Kuk Kim ( Corea del Sud)     | In-Seong Hwang ( Corea del Sud)    | Joon-Sang Kim ( Corea del Sud)   |
| 2010 | Il'ja Šikšin ( Russia)           | Artem Kačanovs'kyj ( Ucraina)      | Chae-Lim Kim ( Corea del Sud)    |
| 2011 | Young-Sam Kim ( Corea del Sud)   | Il'ja Šikšin ( Russia)             | Cătălin Țăranu ( Romania)        |
| 2012 | Jun-Hyup Song ( Corea del Sud)   | Young-Sam Kim ( Corea del Sud)     | Jan Simara ( Rep. Ceca)          |
| 2013 | Hui Fan ( Francia)               | Antti Tormanen ( Finlandia)        | Pavol Lisy ( Slovacchia)         |

### Campioni europei di coppia open
| Year | Winner                           | 2nd                              | 3rd                             |
| ---- | -------------------------------- | -------------------------------- | ------------------------------- |
| 1992 | Cartsen Klaus ( Germania)        | T.Mark Hall ( Regno Unito)       | Christoph Gerlach ( Germania)   |
| 1992 | Daniela Trinks ( Germania)       | Frauke Kuhn ( Germania)          | Sabine Collin ( Germania)       |
| 1993 | Rob van Zeijst ( Paesi Bassi)    | Gruang-Ji Shen ( Cina)           | Deaconu Lucian ( Romania)       |
| 1993 | Juan Guo ( Paesi Bassi)          | Zhao Pei ( Germania)             | Giorgia Lucia ( Italia)         |
| 1994 | Matti Groot ( Paesi Bassi)       | Guido Tautorat ( Germania)       | Karsten Ziegler ( Germania)     |
| 1994 | Juan Guo ( Paesi Bassi)          | Daniela Trinks ( Germania)       | Britta Trepczik ( Germania)     |
| 1995 | Rob Kok ( Paesi Bassi)           | Jef Seailles ( Francia)          | Robert Mateescu ( Romania)      |
| 1995 | Juan Guo ( Paesi Bassi)          | Rafaella Giardino ( Italia)      | Adrian Ghioc ( Romania)         |
| 1996 | Laurent Heiser ( Lussemburgo)    | Julien Roubertie ( Francia)      | Hiroshi Shima ( Giappone)       |
| 1996 | Hao-Jiang Zou ( Lussemburgo)     | Astrid Gaultier ( Francia)       | Keiko Watanabe ( Giappone)      |
| 1997 | Hyuk Lee ( Corea del Sud)        | Olivier Besson ( Francia)        | Henk Hollmann ( Paesi Bassi)    |
| 1997 | Juan Guo ( Paesi Bassi)          | Aude Friren ( Francia)           | Kirsten Hollmann ( Paesi Bassi) |
| 1998 | Wataru Miyakawa ( Giappone)      | Hyuk Lee ( Corea del Sud)        | Saijo Masataki ( Giappone)      |
| 1998 | Wataru Miyakawa ( Giappone)      | Hyuk Lee ( Corea del Sud)        | Steffi Hebsacker ( Germania)    |
| 1998 | Ruxandra Ilie ( Romania)         | Svetlana Shikshina ( Russia)     | Ildar Almouchametov ( Russia)   |
| 1998 | Ruxandra Ilie ( Romania)         | Svetlana Shikshina ( Russia)     | Olga Mejova ( Russia)           |
| 1999 | Marcin Wolak ( Polonia)          | Cătălin Țăranu ( Romania)        | Emil Nijhuis ( Paesi Bassi)     |
| 1999 | Marta Natecz ( Polonia)          | Renee Frehe ( Paesi Bassi)       | Gaelle Desportes ( Francia)     |
| 2000 | Dionisia Barrasa ( Spagna)       | ?                                | ?                               |
| 2000 | Hong-Mei Fu ( Giappone)          | ?                                | ?                               |
| 2001 | Niek van Diepen ( Paesi Bassi)   | Bela Nagy ( Romania)             | Emil Nijhuis ( Paesi Bassi)     |
| 2001 | Annemarie Hovingh ( Paesi Bassi) | Lisa Ente ( Germania)            | Yu-Won Choi ( Paesi Bassi)      |
| 2002 | Hirobumi Ohmori ( Giappone)      | Ronald Verhagen ( Paesi Bassi)   | Joachim Beggerow ( Germania)    |
| 2002 | Olga Mezhova ( Russia)           | Tabasa Nagai ( Giappone)         | Katrin Bade ( Germania)         |
| 2003 | Sung-Kyun Park ( Corea del Sud)  | Cornel Burzo ( Romania)          | Andrey Sovetkin ( Russia)       |
| 2003 | Na-Yeon Kang ( Corea del Sud)    | Geraldine Paget ( Francia)       | Ilsia Samakaeva ( Russia)       |
| 2004 | Piotr Wisthal ( Polonia)         | Lionel Fischer ( Francia)        | Christoph Gerlach ( Germania)   |
| 2004 | Alexandra Urban ( Ungheria)      | Hélène Alby ( Francia)           | Lara Skuppin ( Germania)        |
| 2005 | Dong-Chan Kim ( Corea del Sud)   | Zbynek Dach ( Rep. Ceca)         | Tae-Hyun Kim ( Corea del Sud)   |
| 2005 | Se-Young Kim ( Corea del Sud)    | Klara Zaloudkova ( Rep. Ceca)    | Jong-Uk Park ( Corea del Sud)   |
| 2006 | Christian Gawron ( Germania)     | Bernd Radmacher ( Germania)      | ?                               |
| 2006 | Monika Reimpell ( Germania)      | Karen Schomberg ( Germania)      | ?                               |
| 2007 | Yury Pliushch ( Ucraina)         | ?                                | ?                               |
| 2007 | Maria Zakharchenko ( Ucraina)    | ?                                | ?                               |
| 2008 | Seung-Geun Lee ( Corea del Sud)  | Marc Stoehr ( Svezia)            | ?                               |
| 2008 | Daniela Trinks ( Germania)       | Meien Kurebayashi ( Giappone)    | ?                               |
| 2009 | Siu-Hong Chung ( Paesi Bassi)    | Liu-Zhi Lin ( Cina)              | ?                               |
| 2009 | Cheng-Ping Chang ( Taiwan)       | Juan Guo ( Paesi Bassi)          | ?                               |
| 2010 | Chin-Seok Mok ( Corea del Sud)   | Il'ja Šikšin ( Russia)           | Tomas Bartonek ( Rep. Ceca)     |
| 2010 | Klara Zaloudkova ( Rep. Ceca)    | Laura Avram ( Romania)           | Ha-Jin Lee ( Corea del Sud)     |
| 2011 | Jan Simara ( Rep. Ceca)          | Cornel Burzo ( Romania)          | Sung Kim ( Corea del Sud)       |
| 2011 | Rita Pocsai ( Ungheria)          | Adelina Sora ( Romania)          | Klara Zaloudkova ( Rep. Ceca)   |
| 2012 | Manja Marz ( Germania)           | Jan Simara ( Rep. Ceca)          | Jesse Savo ( Finlandia)         |
| 2012 | Huai-Yi Chang ( Taiwan)          | Barbara Knauf ( Germania)        | Laura Avram ( Romania)          |
| 2013 | Cezary Czernecki ( Polonia)      | Young-Long Park ( Corea del Sud) | Bin Lu ( Cina)                  |
| 2013 | Ha-Jin Lee ( Corea del Sud)      | Agnieszka Kacprzyk ( Polonia)    | Ting Li ( Cina)                 |